# ATP Challenger Puebla
Das ATP Challenger Puebla (offizieller Name Abierto de Puebla) war ein Tennisturnier in Puebla, das zunächst von 1996 bis 2009 ausgetragen wurde. Nach einer sechsjährigen Unterbrechung fand es im Jahr 2016 ein weiteres Jahr im Rahmen der ATP Challenger Tour statt. Des Weiteren wurde 1991 bereits einmal ein Turnier an selber Stelle gespielt. Miguel Gallardo Valles gewann dreimal (zweimal im Einzel, einmal im Doppel), Alejandro Hernández im Doppel viermal das Turnier.

## Liste der Sieger

### Einzel
| Jahr                         | Sieger                     | Finalgegner          | Ergebnis       |
| ---------------------------- | -------------------------- | -------------------- | -------------- |
| 2016                         | Eduardo Struvay            | Peđa Krstin          | 4:6, 6:4, 6:4  |
| 2010–2015: nicht ausgetragen |                            |                      |                |
| 2009                         | Ramón Delgado              | Andre Begemann       | 6:3, 6:4       |
| 2008                         | Michael Lammer             | Rainer Eitzinger     | 6:2, 3:6, 6:4  |
| 2007                         | Leonardo Mayer             | Dawid Olejniczak     | 6:1, 6:4       |
| 2006                         | Robert Kendrick            | Leonardo Mayer       | 7:5, 6:4       |
| 2005                         | Hugo Armando               | Bruno Echagaray      | 2:6, 6:3, 7:61 |
| 2004                         | Miguel Gallardo Valles (2) | Răzvan Sabău         | 7:65, 6:4      |
| 2003                         | Ricardo Mello              | Markus Hantschk      | 7:65, 6:4      |
| 2002                         | Alex Bogomolow             | Rik De Voest         | 7:62, 6:3      |
| 2001                         | Miguel Gallardo Valles (1) | Zbynek Mlynarik      | 6:2, 6:3       |
| 2000                         | Brandon Hawk               | Antony Dupuis        | 7:66, 6:3      |
| 1999                         | Michael Sell               | Alejandro Hernández  | 7:65, 7:5      |
| 1998                         | Uladsimir Waltschkou       | Christophe Rochus    | 6:3, 6:3       |
| 1997                         | Luis Herrera               | Wade McGuire         | 7:6, 4:6, 6:4  |
| 1996                         | Alejandro Hernández        | Alexander Reichel    | 7:6, 7:6       |
| 1992–1995: nicht ausgetragen |                            |                      |                |
| 1991                         | Kent Kinnear               | Luis-Enrique Herrera | 6:1, 7:5       |

### Doppel
| Jahr                         | Sieger                                         | Finalgegner                              | Ergebnis          |
| ---------------------------- | ---------------------------------------------- | ---------------------------------------- | ----------------- |
| 2016                         | Marcus Daniell Artem Sitak                     | Santiago González Mate Pavić             | 3:6, 6:2, [12:10] |
| 2010–2015: nicht ausgetragen |                                                |                                          |                   |
| 2009                         | Vasek Pospisil Adil Shamasdin                  | Guillermo Olaso Pere Riba                | 7:67, 6:0         |
| 2008                         | Nicholas Monroe Eric Nunez                     | Daniel Garza Santiago González           | 4:6, 6:3, 10:6    |
| 2007                         | Raphael Durek Dawid Olejniczak                 | Bruno Echagaray Santiago González        | 6:2, 7:66         |
| 2006                         | Daniel Garza Jean-Julien Rojer                 | Bruno Echagaray Horia Tecău              | 6:76, 6:3, [10:7] |
| 2005                         | Werner Eschauer Alexander Satschko             | Santiago González Alejandro González     | 6:1, 6:4          |
| 2004                         | Santiago González (2) Alejandro Hernández (4)  | Miguel Gallardo Valles Gustavo Marcaccio | 6:3, 6:4          |
| 2003                         | Santiago González (1) Alejandro Hernández (3)  | Huntley Montgomery Andres Pedroso        | 6:4, 2:6, 6:4     |
| 2002                         | Miguel Gallardo Valles Alejandro Hernández (2) | Diego Ayala Robert Kendrick              | 6:1, 5:7, 7:63    |
| 2001                         | Jonathan Erlich Andy Ram                       | Marco Chiudinelli Tuomas Ketola          | 6:4, 6:75, 6:1    |
| 2000                         | Zack Fleishman Jeff Williams                   | Ivo Heuberger Ville Liukko               | 6:3, 6:4          |
| 1999                         | Óscar Ortiz Marco Osorio                       | Jeff Salzenstein Jim Thomas              | 6:1, 6:3          |
| 1998                         | Alejandro Hernández (1) Mariano Sánchez        | Bernardo Martínez Gōichi Motomura        | 7:6, 7:6          |
| 1997                         | Tamer El Sawy Maurice Ruah (2)                 | Massimo Ardinghi Vincenzo Santopadre     | 7:6, 7:5          |
| 1996                         | Leonardo Lavalle Maurice Ruah (1)              | Bill Behrens Steve Campbell              | 7:5, 6:2          |
| 1992–1995: nicht ausgetragen |                                                |                                          |                   |
| 1991                         | Oliver Fernández Luis Herrera                  | Doug Eisenman Dave Randall               | 6:4, 7:6          |